# Flowery
『Flowery』（フラアリー）は、アメリカのゲームソフト制作会社であるthatgamecompanyが制作し、ソニー・コンピュータエンタテインメントが発売したコンピュータゲーム。PlayStation 3、PlayStation 4、PlayStation Vita用がある。のちに、iOSやMicrosoft Windowsに移植された。

## 概要
2009年2月12日に、PlayStation StoreにおいてPlayStation 3用ダウンロード専売ソフトとして発売された。原題は『Flower』（フラワー）であるが、Playstation Storeでは商標の関係でタイトルが変更されている。Playstation Store以外での販売タイトルは、原題である『Flower』のままである。
発売直後から独特の世界観や操作感がゲームレビューのブログや口コミで話題となり、徐々に評判が広がっていった。海外のゲームレビューサイトでは高評価を受け、GDC2009において、ベストダウンロードゲームに選出されている。2013年にPlayStation 4版とPS Vita版も発売されている。2017年9月28日にApp Storeへの配信が行われた。2019年2月14日にPC版の配信がSteam、GOG.com、Epic Gamesストアより行われた。
対戦型の他の多くのゲームと違い時間制限もノルマもなく、心を癒すゲームというユニークな点が評価され、Spike Video Game Awardsで"best independent game of 2009"、Academy of Interactive Arts and Sciencesの"Casual Game of the Year"などの賞を受賞している。2013年にはスミソニアン博物館が永久所蔵品に決定した。

## ゲームの内容
プレイヤーは1枚の花弁となり、ステージを飛び回りながら各所に点在する花のつぼみに触れることによって花を咲かせていき、一定の条件を満たすとステージクリアとなる。制限時間やスコアは設けられておらず、ステージのエリア指定はあるがその中でならどこでも自由に飛び回ることができる。トロフィーに対応。

## 操作
操作は、モーションセンサーを用いる。コントローラを任意の方向に傾けることで進行方向を決め、セレクト/スタートボタンを除く任意のボタンを押すことにより風を吹かせ、速度を上げることができる。
なお、欧米版はPlayStation Moveに対応しているが、日本版は現在のところ未対応である。
PC版ではキーボードやマウス、モーションセンサーを搭載しない通常のコントローラなどによって操作することができる（デュアルショック4を接続した場合、適切な設定を行えばモーションセンサーを用いた操作も可能）。